# Edycja krytyczna
Edycja krytyczna, wydanie krytyczne (łac. editio maior) – redakcja naukowa i wydanie tekstu źródłowego dokumentu opatrzonego tzw. aparatem krytycznym. Edycja krytyczna powstaje na podstawie krytyki tekstu, czyli porównania wszystkich przekazów „edytorsko ważnych” (o dużym stopniu autentyczności potwierdzonym, np. podpisem autora lub innym śladem jego kontroli) i wprowadzenia odpowiednich poprawek, prezentuje tekst w miarę możliwości zgodny z intencją autora. Edycja ta rejestruje różne warianty tekstu tak, aby możliwe było odtworzenie dziejów kształtowania się utworu.  W celu ułatwienia prowadzenia prac badawczych nad tekstem, wydanie zaopatruje się w opracowania pomocnicze, takie jak obudowa tekstologiczna (np. charakterystyka rękopisów, opis przekazów) oraz obudowa edytorska (indeksy, zestawienia pomocnicze).